# 용문면 (양평군)
용문면(龍門面)은 경기도 양평군의 면이다.

## 역사
용문면은 양평군 내의 중부권에 위치한 면으로 1688년 조선 숙종 14년 지평군 상서면(上西面)으로 있다가, 1914년 3월 1일 상서면과 하서면을 합병하여 지금의 용문면이라 불리고 있다. 양평군 중부에 터를 잡고 있으며, 북동쪽으로 단월면이, 서쪽으로 옥천면·양평읍이, 남쪽으로 개군면·지평면을 이웃하고 있고 동서남북으로 중원산(800m), 백운봉(940m), 추읍산(583m), 도일봉(864m)에 둘러싸여 있다.
용문면이라는 지명은 양평의 대표적 산인 용문산에서 유래된 것이며, 실제로 고즈넉이 이어지는 산세, 굽이굽이 펼쳐지는 계곡, 아담한 폭포와 작은 못, 맑은 시냇물 등이 용문면의 상징적 명소로 불린다. 봉황정, 택승정, 운계서원 등의 문화재가 산재해 있으며 상원사, 용문사 등의 유서 깊은 산사(山寺)들이 위치해 있기도 하다.
특히 용문사 은행나무는 신라 제56대 경순왕의 아들 마의태자가 심었다는 전설이 내려오며 심은 지 1000년이 넘을 것으로 추정된다. 가을에 노란색으로 옷을 갈아입은 장관을 보기 위하여 전국에서 많은 사람들이 찾아온다.
용문산 입구에 조성된 용문산 관광지는 양평군에서 관광객이 가장 많이 찾아오는 곳으로 1971년에 국민 관광지로 지정되었으며 용문사를 비롯한 많은 유적지와 볼거리 그리고 다양한 먹거리를 갖고 있어 사계절 내내 관광객으로 붐빈다.

## 행정 구역
- 광탄리(廣灘里)
- 금곡리(金谷里)
- 다문리(多文里): 면사무소 소재지
- 덕촌리(德村里)
- 마룡리(馬龍里)
- 망능리(望陵里)
- 삼성리(三星里)
- 신점리(新店里)
- 연수리(延壽里)
- 오촌리(梧村里)
- 조현리(曺峴里)
- 중원리(中元里)
- 화전리(花田里)

## 교육
- 다문초등학교
- 용문초등학교
- 조현초등학교
- 용문중학교
- 용문고등학교

## 문화재
- 김병호 고가 (경기도 민속문화재 제5호)

## 특산물
- 쌈채류
- 막걸리(지평막걸리, 용문막걸리)
- 산나물(산채) 매년 5월 산나물축제.
- 약초류(용문오일장)에 판매가 이루어짐.